# Kostel svatého Jana Křtitele (Radomyšl)
Kostel svatého Jana Křtile (nebo také “u svatého Jána”) u Radomyšle je římskokatolický filiální kostel v radomyšlské farnosti v okrese Strakonice. Nachází se na návrší jihovýchodně od městečka, odkud k němu vede křížová cesta. Postaven byl na místě starší stavby v letech 1733–1738. Kostel s přilehlým hřbitovem je chráněn jako kulturní památka.

## Historie

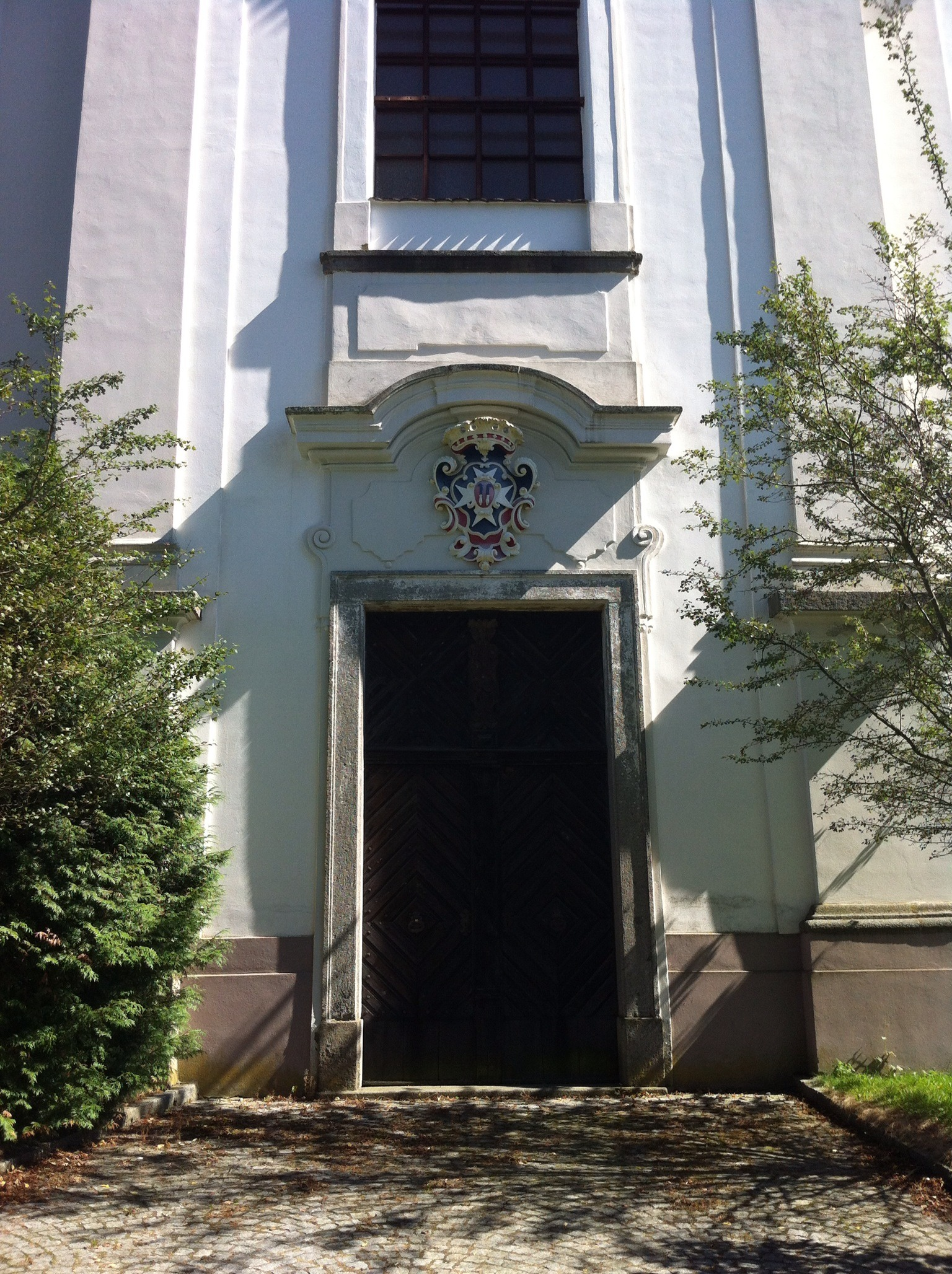
Vstup v západním průčelí

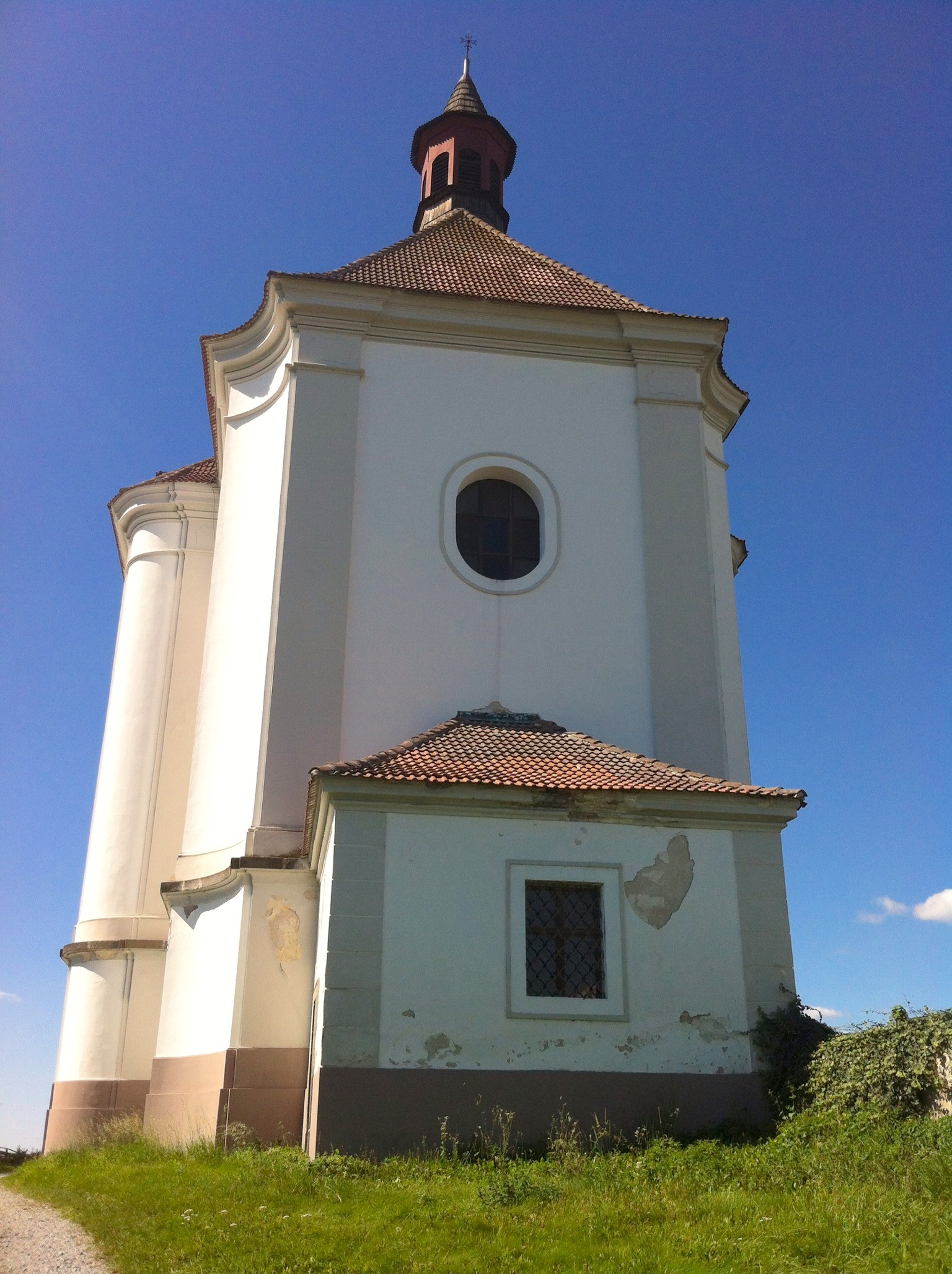
Konkávní zkosení nároží presbytáře

Podle pověsti byla předchůdcem kostela středověká kaple. Na jejím místě nechal farář Mikuláš Křížek po polovině šestnáctého století postavit zděný kostel s pěti kapličkami a poustevnou. V osmnáctém století už malý kostel nestačil velkému zájmu poutníků, a proto velkopřevor johanitů Gundakar Poppo z Ditrichštejna nechal v roce 1733 na místě starého kostela postavit nový kostel v barokním slohu. Plány navrhl italský architekt Giuseppe Bartolomeo Scotti, ale vlastní stavbu řídil Anselmo Lurago. Práce na kostele byly dokončeny v roce 1738 za velkopřevora hraběte Františka Antonína Ignáce z Königseggu. Benedikci provedl dne 5. října 1738 Zdeněk Jiří Chřepický z Modliškovic.
Od dokončení nebyly v kostele provedeny žádné výraznější architektonické úpravy, pouze v letech 1895 a po roce 1995 proběhly rekonstrukce. Výjimečnou akustiku využívají hudebníci a v okolí se roku 1994 natáčely závěrečné scény pohádky Princezna ze mlejna.

## Stavební podoba
Návrší s kostelem jihovýchodně od městečka vytváří významnou krajinnou dominantu. Chrámová loď má eliptický půdorys. Na západě k ní přiléhá stejně vysoká předsíň a na opačné straně pravoúhlé kněžiště. Fasády budovy jsou členěné pilastry s římsovými hlavicemi a nároží presbytáře mají konkávní úpravu. Západní průčelí je zdůrazněné mělkým rizalitem se vstupem, nad kterým je umístěn erb Gundakara z Ditrichštejna. Uvnitř kostela se nachází valeně klenutá kruchta podklenutá plackovou klenbou. Placková klenba byla použita i v presbytáři a loď je zaklenutá klenbou s výsečemi.

## Vybavení
Monumentální portálový oltář pochází z první poloviny osmnáctého století. Doplňují jej sochy svatého Vojtěcha, svatého Jana Nepomuckého, svatého Petra a svatého Pavla.